# 角门西站
角门西站是一个位于中国北京市丰台区马家堡街道马家堡西路、嘉和路交叉口，属于北京地铁4号线同10号线的地铁换乘站。

## 位置
角门西站位于马家堡西路（南北向）同嘉和路（东西向）的交汇处。4号线呈南北向布置，10号线呈东西向布置。因位于角门地区西侧而得名。

## 结构

### 车站楼层
两线均为地下车站。4号线位于10号线上方，两站十字交叉。两站均采用岛式站台设计。
| 地面                     | 出入口                                | A—G出入口                   |
| 地下一层 4、10号线站厅层 | 站厅                                  | 问讯/票务服务、进出站闸机   |
| 地下二层 4号线站台层     |                                       | █ 4号线往安河桥北（马家堡） |
| 地下二层 4号线站台层     | 岛式站台，左側開门                    |                             |
| 地下二层 4号线站台层     | █ 4号线往天宫院（大兴线）（公益西桥） |                             |
| 地下三层 10号线站厅层    |                                       | █ 10号线内环（草桥）        |
| 地下三层 10号线站厅层    | 岛式站台，左側開门                    |                             |
| 地下三层 10号线站厅层    | █ 10号线外环（角门东）                |                             |

### 站台
4号线角门西站站台位于马家堡西路地底，为岛式站台。10号线站台位于嘉和路地底，亦是岛式站台。

## 出入口
4号线共有四个出口：A（西北）、B（东北）、C（东南）、D（西南）。10号线则有3个出口：E（西北）、F（东北）、G（东南）。
|                           |                    |                                                                    |      |                |
|                           |                    |                                                                    |      |                |
| 編號                      | 指示               | 建議前往的目的地                                                   | 照片 | 无障碍设施图片 |
| 连通 4号线                |                    |                                                                    |      |                |
| 出口 · A · 1 · 升降机标志 | 马家堡西路（西侧） | 美廉美超市、时代风帆大厦、马家堡社区卫生服务中心、赵登禹学校小学部 |      |                |
| 出口 · A · 2 · 升降机标志 | 马家堡西路（西侧） | 美廉美超市、时代风帆大厦、马家堡社区卫生服务中心、赵登禹学校小学部 |      |                |
| 出口 · B                  | 马家堡西路（东侧） | 晨新园                                                             |      | 不適用         |
| 出口 · C                  | 马家堡西路（东侧） | 建工北国、瑞丽江畔                                                 |      | 不適用         |
| 出口 · D                  | 马家堡西路（西侧） | 马家堡电话局、旭日嘉园                                             |      | 不適用         |
| 连通 10号线站厅           |                    |                                                                    |      |                |
| 出口 · E                  | 嘉和路（北侧）     | 赵登禹学校小学部、北京丰台实验艺术幼儿园、嘉园第一幼儿园           |      | 不適用         |
| 出口 · F                  | 马家堡西路（东侧） | 晨新园、角门西里晨光小区                                           |      | 不適用         |
| 出口 · G · 升降机标志     | 马家堡西路（东侧） | 角门路、马家堡电话局                                               |      |                |
| 註： 設有                 |                    |                                                                    |      |                |